# Bandola

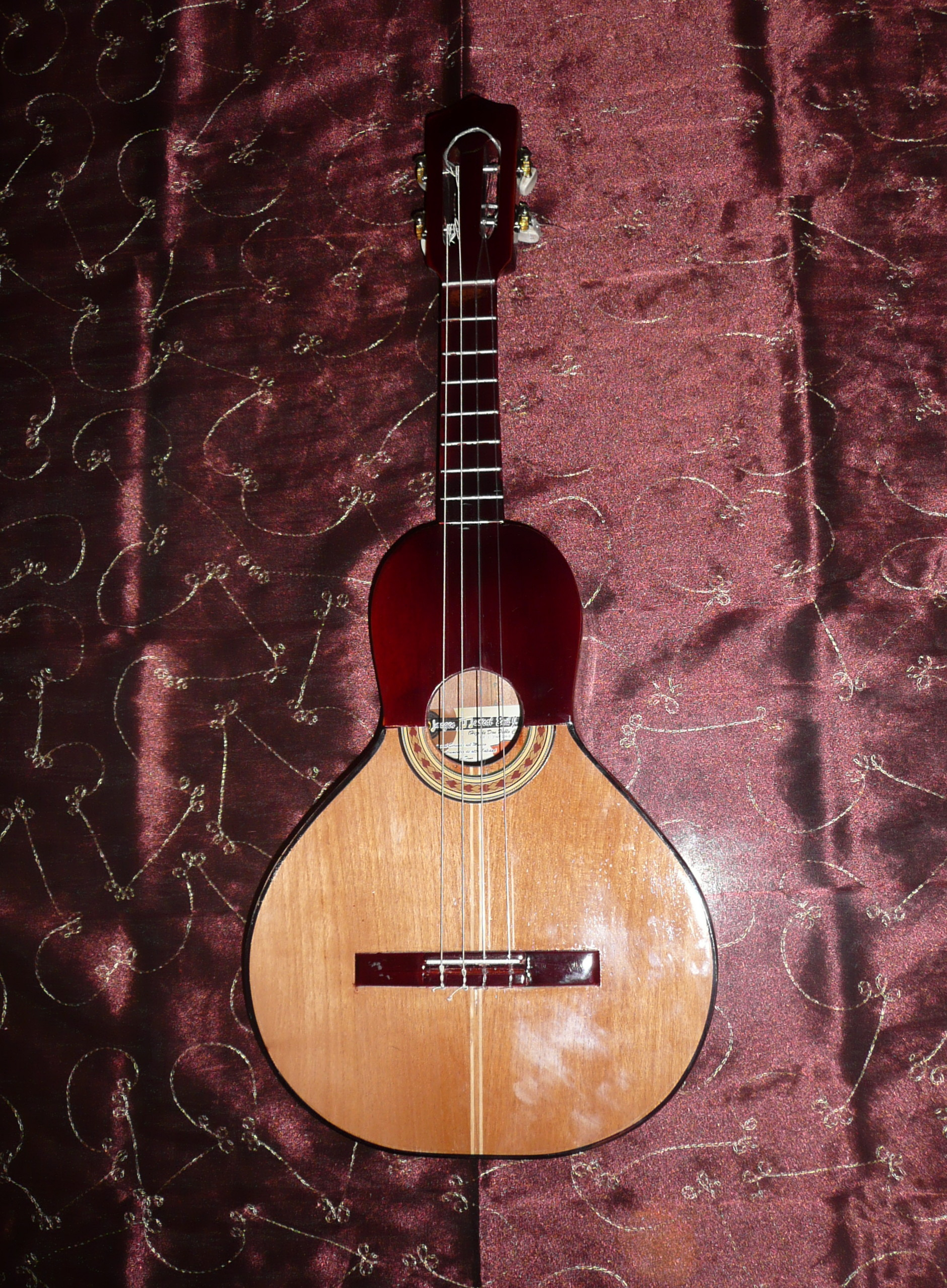
Uma bandola llanera

A bandola é um instrumento musical de cordas. Os três tipos principais de bandola são:
- bandola llanera (4 cordas);
- bandola oriental (8 cordas);
- bandola andina colombiana (12 – 18 cordas).